# Altdeutsches Damespiel
Das Altdeutsche Damespiel (auch Altdeutsche Dame, Altdeutsches Damm-Spiel, Englisch:
Gothic Checkers) ist eine Variante des klassischen Damespiels. Seine Regeln gelten als eine der ältesten überlieferten dieser Brettspielfamilie. Eine gewisse Ähnlichkeit besteht auch zur Türkischen Dame, was eine gegenseitige Beeinflussung vermuten lässt.

## Regeln
|   | a | b | c | d | e | f | g | h |   |
| 8 |   |   |   |   |   |   |   |   | 8 |
| 7 |   |   |   |   |   |   |   |   | 7 |
| 6 |   |   |   |   |   |   |   |   | 6 |
| 5 |   |   |   |   |   |   |   |   | 5 |
| 4 |   |   |   |   |   |   |   |   | 4 |
| 3 |   |   |   |   |   |   |   |   | 3 |
| 2 |   |   |   |   |   |   |   |   | 2 |
| 1 |   |   |   |   |   |   |   |   | 1 |
|   | a | b | c | d | e | f | g | h |   |

Das Spiel wird auf einem 8×8-Spielbrett gespielt. Zur Spielvorbereitung wird das Spielbrett so zwischen die Spieler platziert, dass jeder Spieler vor der eigenen Grundlinie sitzt. Zur Startaufstellung werden die Spielsteine auf allen Feldern der ersten zwei Reihen des Spielfeldes verteilt. Jeder Spieler verfügt zu Spielbeginn also über 16 Steine. Die Steine ziehen jeweils ein Feld vorwärts in diagonaler Richtung. Geschlagen wird hingegen sowohl diagonal vorwärts, senkrecht vorwärts als auch seitwärts. Es herrscht generell Schlagzwang, gegnerische Steine müssen entsprechend übersprungen und dadurch geschlagen werden, sofern das direkt angrenzende dahinter liegende Feld frei ist. Der schlagende Stein wird auf dieses freie Feld gezogen und wenn das Zielfeld eines Sprungs auf ein Feld führt, von dem aus ein weiterer Stein übersprungen werden kann, wird der Sprung fortgesetzt. Alle übersprungenen Steine werden nach dem Zug vom Brett genommen. Es darf dabei nicht über eigene Spielsteine gesprungen werden. Erreicht ein Spielstein die gegnerische Grundlinie, wird er zur Dame. Dies wird kenntlich gemacht, indem ein zweiter Stein auf diesen gesetzt wird. Eine Dame kann nicht nur diagonal, sondern nach allen acht Richtungen ziehen und schlagen. In einer Variante darf sie beliebig viele freie Felder vorwärts oder rückwärts ziehen und dabei einzeln stehende Spielsteine des Gegners überspringen und schlagen.

## Belege
1. 1 2  Altdeutsche Damespiel (PDF; 17 MB), Regelwerk aus den Spielanleitungen des Ravensburger SpieleMagazins, abgerufen am 21. November 2021.
2. 1 2  Gothic Checkers, BoardGameGeek, abgerufen am 21. November 2021.